# Губитник
Губитник роман је аустријског књижевника Томаса Бернхарда. Оригинално је објављен на немачком језику 1983. године. На српском језику први пут је објављен у издавачкој кући Светови из Новог Сада 1991. године. Роман је на српски језик превео Златко Красни. 

## Радња романа
Време одигравања радње романа је у прошлости, а наратор се присећа протеклих догађаја. Три главна лика су: наратор (који је једини жив), Глен Гулд, који је преминуо природном смрћу у педесет првој години, и Вертхајмер који је нешто касније извршио самоубиство. Роман се готово у целости састоји од присећања и размишљањима о међусобним односима ове тројице људи. Вертхајмер и наратор 1953. године били су студенти у Моцартеуму у Салцбургу, на класи Владимира Хоровица, када су упознали младог пијанистичког генија из Канаде - Глена Гулда. Гулдово извођење Голдберг варијација је чудесно, а двојица студената убрзо схватају да је овај већи пијаниста и од њиховог учитеља. Заправо, реч је о најважнијем виртуозу на клавиру овог века, како сам наратор каже у првој реченици романа.
Сусрет са Гулдом пресудно ће утицати на остатак живота друга два лика. Због тог сусрета они ће искусити непрегледни низ личних и интелектуалних недаћа. Гулдов неизмерни таленат пробудиће самоубилачке идеје код двојице његових колега. Они схватају да Гулд представља уметнички идеал какав се они не могу надати да остваре. Зато наратор одлучује да одустане од свирања клавира и посвећује се филозофији. Већину времена проводи састављајући хаотични, никада довршени есеј под насловом О Глену Гулду. Вертхајмер, некада и сам обећавајући виртуоз, такође напушта музику и посвећује се хуманистичким наукама, мада роман не извештава подробније о значењу тог термина. Временом Вертхајмер постаје све ћудљивији и све склонији самодеструктивном понашању. Отуђује се од пријатеља и малтретира сестре које су посвећене бризи о њему. Сам Гулд је тај који својим суровим и отвореним, а ипак здравим америчко-канадским маниром први Вертхајмера у лице назове губитником. Када Вертхајмер схвати тачност овог епитета, он постепено губи контролу над сопственим животом. 

## Сличност са стварним догађајима
Бернхард и Гулд се у стварности нису никада срели. Међутим, Гулд је два пута наступао у Салцбургу: Бахов концерт у д-молу извео је, заједно са Димитријем Митропулосом 10. августа 1958. године, а рецитал Свилинк-Шенберг-Моцарт-Бах 25. августа 1959. године.

## Стил
Роман је написам у облику непрекинутог унутрашњег монолога, без увлачења пасуса, са великим бројем сложених реченица без интерпункције, необјашњивом употребом курзива и отуђујућим скоковима између глаголских времена без транзиције.